# Partenza del battello di Folkestone
La partenza del battello di Folkestone (Le Départ du vapeur de Folkestone) è un dipinto a olio su tela realizzato nel 1869 dal pittore pre-impressionista francese Édouard Manet, in occasione di uno dei soggiorni che era solito effettuare d'estate a Boulogne-sur-Mer. La tela è conservata nel Philadelphia Museum of Art di Filadelfia.
Rappresenta il battello di collegamento con il porto inglese di Folkestone, su cui lo stesso artista si era imbarcato l'anno precedente per andare a visitare Londra. La donna vestita di bianco situata a sinistra nel quadro potrebbe essere non altri che Suzanne Manet, accompagnata dal figlio Léon.
La tela è uno degli esempi più notevoli di come Manet sapesse giocare con la luce e il colore per dare alle sue opere un'atmosfera di gioia e di spensieratezza.